# FOMO
FOMO, z angl. Fear of missing out, česky strach ze zmeškání nebo strach, že o něco přijdeme, je druh úzkosti způsobený pocitem, že člověku utíká zajímavá příležitost, které ale využívají druzí. V dané chvíli vnímá, že jiní lidé si užívají exotickou dovolenou, jsou ve společnosti atraktivní osoby nebo bohatnou díky výhodné investici – on však ne. 
Člověk je společenský tvor, a tento strach je mu proto do jisté míry vlastní, nejde o nový fenomén. Moderní doba a zejména sociální sítě však k němu poskytují mnoho příležitostí. Umožňují sice sdílení s ostatními, ale nabízejí také nekonečný proud aktivit, kterých se daný člověk neúčastní. To jej vede k závislosti na sítích a nutkavému sledování notifikací. Podle analýzy 56 % uživatelů sociálních sítí přiznalo, že mají pocit, že promeškávají něco zajímavějšího a důležitějšího, než co právě sledují a čeho se účastní.

## Důsledky
Lidé, kteří mají dostatečné sebevědomí a jsou v zásadě spokojeni se svým životem, nepropadnou FOMO tak snadno. Jsou si vědomi toho, že lidé se na sítích chlubí spíš pozitivními událostmi svého života a i ty jsou ještě prezentovány z nejlepšího možného úhlu, který neodpovídá realitě. 
Lidé nespokojení a méně sebevědomí jsou FOMO ohroženi více. V jeho důsledku jejich sebevědomí klesá ještě více, mají pocity selhání. K příznakům patří podrážděnost, nervozita, netrpělivost a špatná nálada, stavy úzkosti. K nastartování depresivních pocitů jim může stačit, že na ně přátelé zapomněli s pozvánkou nebo že jejich status získal málo lajků. Někteří tak mohou propadnout rezignaci, naopak jiné to motivuje k tomu, aby usilovali o dosažení úrovně těch, které obdivují. Navštěvují kvůli tomu různá místa, párty, investují mnoho peněz. Nedělají to však kvůli sobě, ale proto, aby za druhými nezaostávali. Ocitají se však v začarovaném kruhu vyčerpání a dohánění života jiných lidí. Investoři mohou mít kvůli FOMO strach z toho, že nevydělávají tolik jako ostatní a že jim utíká konkrétní výhodná investice.
FOMO také vede lidi k tomu, že na sítích tráví denně hodiny času. Od telefonu se nejsou schopni odtrhnout, a myšlenkami tak zůstávají na sítích, i když se vydají dělat něco jiného. Jejich prožívání reality je tak omezené a povrchní. Snaha o nic nepřijít vede některé lidi k tomu, že často přeruší jeden telefonní hovor, aby mohli přijmout další, nebo kontrolují příspěvky na Twitteru či Facebooku, i když jsou na rande.  Někdy se při tom chovají způsobem, který ohrožuje jejich zdraví i život, např. při psaní SMS nebo streamování při řízení auta.

## Využití FOMO v marketingu
Reklamy na zboží podstatu FOMO využívají, protože obchodníci tak mohou část lidí přimět k impulzivním nákupům. K metodám, které kalkulují s tímto strachem, patří např.:
- časově omezené slevy
- prezentace výrobku celebritou
- limitované edice

## JOMO
Jako protiklad k FOMO a způsob, jak se z něj vědomě vymanit, se uvádí JOMO – joy of missing out, tj. radost z toho, že nám něco uteklo. Člověk se soustředí na život v přítomném okamžiku a je spokojený s tím, kde právě je. Může žít v pomalém tempu, těšit se ze skutečných vztahů s druhými lidmi a reálného prožívání negativních i pozitivních emocí. Nemusí se pak porovnávat s ostatními, ale může být sám sebou.
Zvládání FOMO může usnadnit:
- uvědomění vlastních životních priorit
- práce na dosahování svých cílů
- preference osobních setkání před virtuální realitou sítí
- přihlašování na soc. sítě jen v určitý vymezený čas nebo vypnutí notifikací
- smazání profilu na sítích, které uživateli způsobují pocit nedostatečnosti

### Související stránky
- Sociální síť
- Mobilní telefon